# Władysław Kudasiewicz-Mysłowski
Władysław Kudasiewicz-Mysłowski (ur. 11 października 1878, zm. 26 marca 1929 w Warszawie) – kapitan administracji Wojska Polskiego, kawaler Orderu Virtuti Militari.

## Życiorys
Urodził się w ówczesnym powiecie jasielskim Królestwa Galicji i Lodomerii. W czasie I wojny światowej walczył w szeregach I Brygady Legionów Polskich, a następnie Polskiej Organizacji Wojskowej na Ukrainie. Wyróżnił się w akcjach dywersyjnych na terenach okupowanych przez armię niemiecką między innymi wziął udział w wysadzeniu toru kolejowego i zniszczeniu semafora na linii koło Swiatoszyna oraz akcji na bank ukraiński w Radziwiłłowie, w listopadzie 1918 roku .
W latach 1923–1924 pełnił służbę w Powiatowej Komendzie Uzupełnień Warszawa Miasto I na stanowisku referenta. Początkowo jako urzędnik wojskowy w IX randze służbowej, a następnie kapitan ze starszeństwem z dniem 1 grudnia 1920 roku w korpusie oficerów administracji, dział kancelaryjny. 
Po przeniesieniu w stan spoczynku mieszkał w Kobyłce. Zmarł 26 marca 1929 roku w Warszawie . 30 marca 1929 roku został pochowany na Cmentarzu Wojskowym na Powązkach (kwatera B20-8-4). Osierocił żonę i dwoje dzieci .

## Ordery i odznaczenia
- Krzyż Srebrny Orderu Wojskowego Virtuti Militari – 17 maja 1922 roku „za czyny w byłej POW na Wschodzie (KN III)”[7]